# Boarie
Boarie è una frazione del comune di San Giovanni Ilarione, in provincia di Verona.

## Storia
Piccolo borgo contadino, risalente all'epoca cinquecentesca, costituito da una piazza principale in sasso nero caratteristico del territorio Ilarionese, con al centro una fontana utilizzata in tempi non molto antichi per abbeverare gli animali, ora non più funzionante. Dopo l'abbandono da parte della popolazione attorno agli anni ottanta-novanta il piccolo centro è tornato a fiorire in questi ultimissimi anni, con alcune famiglie che si sono stabilite in modo fisso.
Al coronamento di tutto, all'entrata del borgo è presente una chiesa risalente al 1715 fatta costruire da Achille Balzi, e tuttora utilizzata solamente nel mese di maggio per la celebrazione del Rosario in onore della Beata Vergine Maria.